# 柿葉壽司

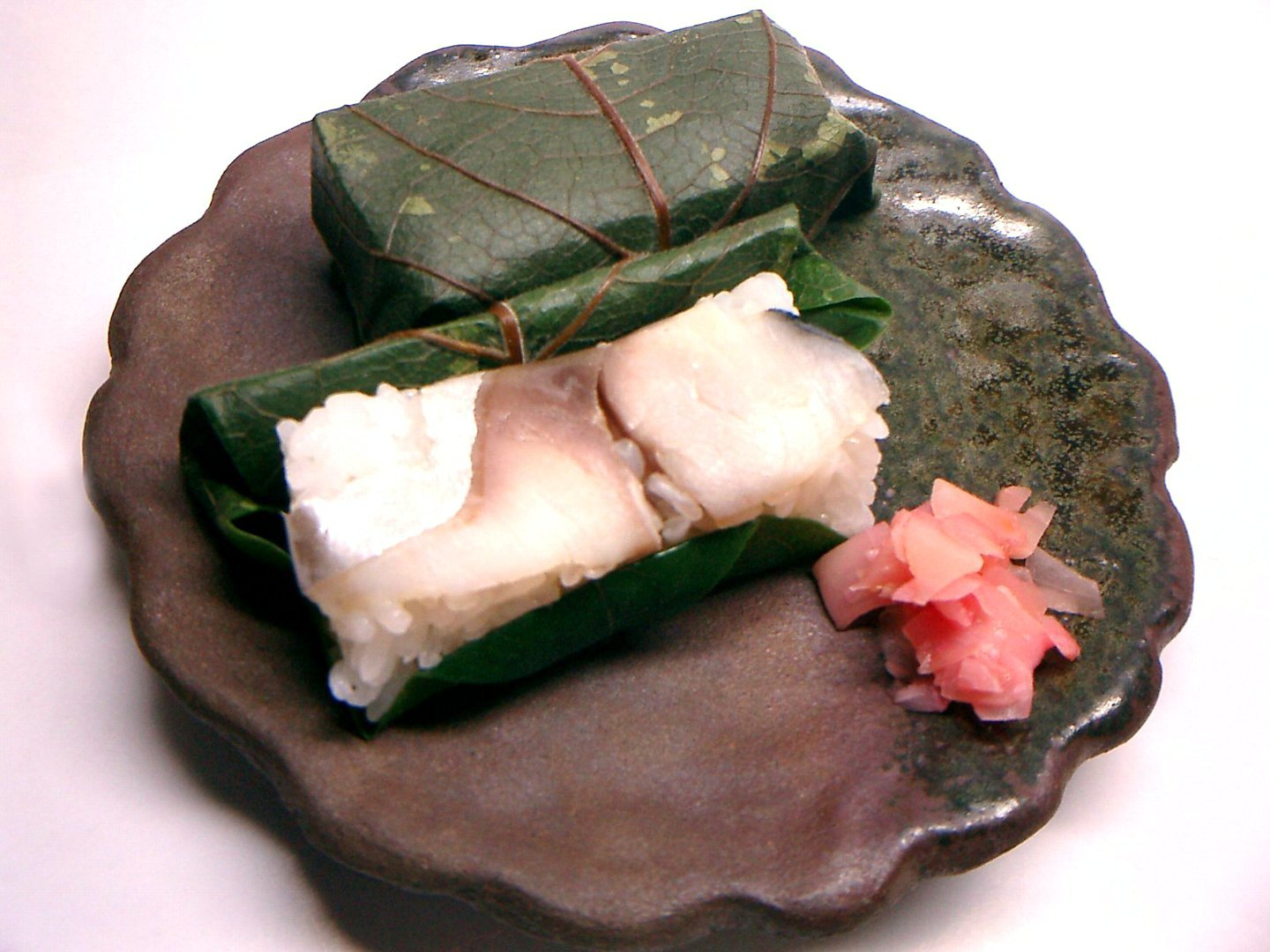
柿葉壽司

柿葉壽司（柿の葉寿司），以柿樹的葉子包裹着鮭魚或鯖魚製成的壽司，為奈良縣及和歌山縣的特產，是甚具鄉土風味的日本料理。

## 食用
由於柿葉具備殺菌的功能，柿葉壽司可以無需冷藏下存放數天。在食用的时候一般不吃在寿司外面包裹的柿叶（虽然吃下去一般也没什么问题），尤其是5月过后的柿叶比较硬，会因此影响口感。

## 分布
近鐵奈良線及西日本旅客鐵道和歌山線沿途車站的小吃店，一般都可以購買得到。

## 外部連結
- 「奈良のうまいもの」郷土料理 柿の葉寿司・朴の葉（ほうのは）寿司 （日語）
- 石川の郷土料理 柿の葉ずし（日語）
- 柿の葉ずしの葉は取って食べるのですか？ （页面存档备份，存于）（日語）